# 六中菱湖校区站
六中菱湖校区站位于中华人民共和国安徽省合肥市庐阳区清河路与太和路交叉口地下，是合肥轨道交通5号线与8号线的地铁换乘站，工程站名王卫庄站，曾规划使用站名清河路站。于2022年12月26日开通。

## 车站结构
六中菱湖校区站位于清河路与太和路交口，5号线车站沿太和路南北向布置，为地下两层双柱三跨岛式站台，站台宽度13m；8号线车站沿清河路东西向布置，为地下三层岛式站台，站台宽度14m。共设9个出入口。

## 车站楼层
| B1 | 站厅                               | 出入口、票务服务、自动售票机、人工服务台 |  |
| B2 |                                    | █ 5号线列车往贵阳路方向 （菱湖公园）     |  |
| B2 | 岛式站台                           |                                          |  |
| B2 | █ 5号线列车往汲桥路方向 （汲桥路） |                                          |  |